# Zoubovtsé
Zoubovtsé ou Zubovce (en macédonien Зубовце) est un village du nord de la Macédoine du Nord, situé dans la municipalité de Koumanovo. Le village comptait 57 habitants en 2002.

## Démographie
Lors du recensement de 2002, le village comptait :
- Macédoniens : 57